# Filipo el Árabe y el cristianismo

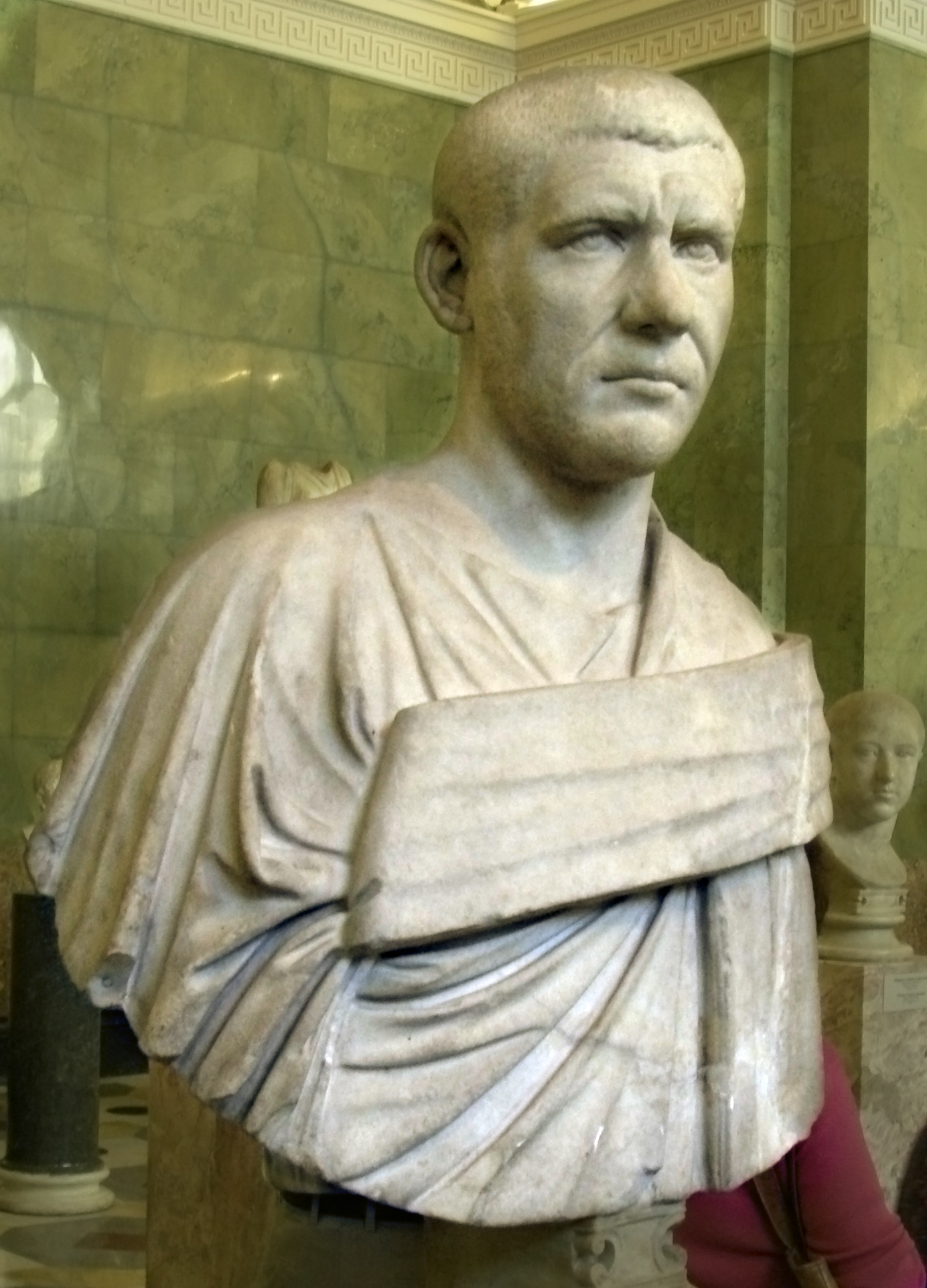
Un busto de Filipo el Árabe en el Museo Hermitage.

Filipo el Árabe fue uno de los pocos emperadores romanos del siglo III que le tuvo simpatía a los cristianos, aunque su relación con el cristianismo es una temática oscura y polémica. 

## Contexto histórico
Filipo nació en Auranitis, un distrito árabe al este del Mar de Galilea. Los centros urbanos y helénicos de la región fueron cristianizados en los primeros años del siglo III a través de los principales centros cristianos en Bosra y Edessa; hay poca evidencia de la presencia cristiana en los pueblos pequeños de la región en este período, como en el lugar de nacimiento de Filipo en Shahba. Filipo sirvió como prefecto del pretorio, comandante de la Guardia Pretoriana, a partir del año 242; posteriormente, fue nombrado emperador en el año 244. En el año 249, después de una breve guerra civil, murió a manos de su sucesor, Decio.

## Trasmisión
A finales del siglo III y durante el IV, algunos clérigos sostuvieron que Filipo había sido el primer emperador cristiano; así fue descrito en la Crónica de Jerónimo que era muy conocida durante la Edad Media y en el muy popular Historia Adversus Paganos de Orosio (la Historia Contra los Paganos). La mayoría de los expertos sostienen que éstos y otros informes derivan finalmente de Historia Ecclesiastica (la Historia Eclesiástica) de Eusebio de Cesarea.
La más importante sección de la Historia de Eusebio sobre las creencias religiosas de Filipo describe la visita del emperador a una Iglesia en Sábado Santo cuando se le negó la entrada por parte del obispo hasta que éste confesase sus pecados.